# Karnahorove
Karnahorove  (ucraniano: Карнагорове) es una localidad del Raión de Berezivka en el Óblast de Odesa de Ucrania. Según el censo de 2025, tiene una población de 29 habitantes.